# Culebrina (Lorca)
Culebrina es una pedanía del municipio de Lorca en la Región de Murcia, España. Es la segunda en extensión. Tan sólo cuenta con 7 habitantes, pero en ella se encuentran importantes yacimientos arqueológicos, la Sierra de la Culebrina, el pantano de Valdeinfierno y el río Luchena. Pertenece a las "Tierras Altas" y posee paisajes de gran belleza.